# Lentényi Márk
Lentényi Márk András (Ragyóc (Szepes vármegye), 1846. március 15. – Szentgotthárd, 1884. november 2.) zirc-ciszterci rendi áldozópap és tanár.

## Élete
1864. szeptember 17-én lépett a rendbe; 1871. augusztus 1-jén miséspappá szenteltetett fel. Főgimnáziumi tanár volt 1871-72-ben Egerben, 1872-80-ban Pécsett, a ciszterci gimnáziumban  1880-81-ben porvai lelkész; 1881-1883-ban főgimnáziumi tanár Baján; 1883-tól betegsége miatt nyugalomba vonult.

## Munkái
- A mennyiségtani földrajz alapvonalai. A főgymnasiumok VIII. osztálya számára legjelesebb kutfők nyomán. Pécs, 1877. A szöveg közé nyomott 35 idommal.
- Pótfüzet a mennyiségtani földrajz alapvonalaihoz ... Uo. 1878. 14 szövegidommal.
- A szivárvány elmélete. A pécsi főgymnasium Értesítője (1874.)

Kézirati munkái a zirci apátság könyvtárában: Tömörmértan 1879-80. A physica, csillagászati földrajz és meteorologia elemei 1881., két rész, Légnyugtan.